# NGC 4652
NGC 4652 este o liner situată în constelația Ursa Mare. A fost descoperită în 1 mai 1831 de către John Herschel.